# Poggio-d’Oletta
Poggio-d’Oletta település Franciaországban, Haute-Corse megyében. Lakosainak száma 216 fő (2022. január 1.). Poggio-d’Oletta Barbaggio, Furiani, Oletta és Saint-Florent községekkel határos.

## Népesség
A település népességének változása:
| Lakosok száma | 155  | 125  | 109  | 204  | 207  | 214  | 213  | 214  | 214  | 216  |
|               | 1968 | 1982 | 1990 | 2006 | 2013 | 2015 | 2017 | 2019 | 2020 | 2022 |